# Petrophile linearis
Petrophile linearis är en tvåhjärtbladig växtart som beskrevs av Robert Brown. Petrophile linearis ingår i släktet Petrophile och familjen Proteaceae. Inga underarter finns listade i Catalogue of Life.